# Tademaït
Le Tademaït ou plateau de Tademaït est un plateau situé entre le Sahara algérien dans le Sud et le Grand Erg Occidental. Il se trouve au nord d'Ain Salah.